# Monochamus rhodesianus
Monochamus rhodesianus là một loài bọ cánh cứng trong họ Cerambycidae.